# 46
46 (XLVI) var ett normalår som började en lördag i den julianska kalendern.

## Händelser

### Okänt datum
- Kolonin vid Celje får municipalrättigheter och får namnet municipium Claudia Celeia.
- Dobrudzja annekteras och införlivas med det romerska Moesia.
- En folkräkning visar att det finns mer än 6 000 000 romerska medborgare.
- Sedan kungen av Thrakien har dött blir området en romersk provins.
- Rom sammankopplas med sin nordöstra gräns genom byggandet av Donauvägen.
- Torka och gräshoppsinvasion drabbar de mongoliska stäpperna, vilket orsakar svält och en revolt vid Xiongnu.

## Födda
- Plutarkos, grekisk historiker (född omkring detta år)

## Avlidna
- Roimitalkes III av det thrakiska kungadömet Sapes (mördad)
- Pythodoris II, regerande drottning av Thrakien